# Maleficent: Mistress of Evil
Maleficent: Mistress of Evil és una pel·lícula d'aventures estatunidenca de 2019 del gènere de fantasia fosca produïda per Walt Disney Pictures, dirigida per Joachim Rønning, amb guió de Linda Woolverton, Micah Fitzerman-Blue, i Noah Harpster. És la continuació de la pel·lícula de 2014 Maleficent, protagonitzada un altre cop per Angelina Jolie. Elle Fanning, Sam Riley, Imelda Staunton, Juno Temple, i Lesley Manville també recuperen els seus papers anteriors, mentre que Harris Dickinson substitueix Brenton Thwaites i Chiwetel Ejiofor, i Ed Skrein i Michelle Pfeiffer fan personatges nous.
Després de l'estrena de la primera pel·lícula el maig de 2014, Jolie va anunciar que era possible una continuació. El projecte es va anunciar oficialment el juny següent i Jolie va signar l'abril de 2016. Rønning, havia estat co-director de Pirates of the Caribbean: Dead Men Tell No Tales (2017) per a Disney, fou contractat per a dirigir la pel·lícula l'octubre de 2017 i la resta del repartiment estava contractada o confirmada el maig de 2018; la filmació va començar aquell mateix mes als Pinewood Studios d'Anglaterra, perllongant-se fins a l'agost.
Maleficent: Mistress of Evil es va estrenar als Estats Units el 18 d'octubre de 2019. La pel·lícula va rebre crítiques diverses, amb alabances per a les actuacions de Jolie, Fanning, Ejiofor i Pfeiffer, però crítiques per a la "una trama confusa i uns efectes visuals massa artificials".